# Fernanda Urdapilleta
María Fernanda Urdapilleta Foullon (Ciudad de México, 17 de febrero de 1998) es una actriz mexicana.

## Carrera
Ha tenido pequeñas participaciones en telenovelas como Olvidarte jamás, La fuerza del destino, junto a David Zepeda y Sandra Echeverría y Ni contigo ni sin ti, trabajando a lado de Laura Carmine, Eduardo Santamarina y Erick Elías.
Se dio a conocer en la serie La CQ, interpretando a Jenny en 2012, el cual estuvo bajo la producción de Pedro Ortiz de Pinedo.
En 2016, participó en Sueño de amor como Salma Kuri Fierro, papel donde comparte créditos con Betty Monroe y Cristián de la Fuente.
En 2017, trabajó en la producción de Eduardo Meza Papá a toda madre, como Lilí.
En 2018 da vida al papel de Valeria, una joven hermosa en La jefa del campeón y compartió créditos con África Zavala y Carlos Ferro.
En 2020 da vida al papel de Lucía Sandoval en 100 días para enamorarnos. En varias entrevistas dijo que su mejor amiga es Macarena García.
En 2021 da vida al papel de Andrea Cantú Robles en Mi fortuna es amarte, una exitosa producción de Nicandro Díaz. Donde conoció a su actual pareja, el actor Ramsés Alemán.

## Vida Personal
En noviembre de 2021, comenzó una relación con el actor Ramsés Alemán, a quien conoció en las grabaciones de la telenovela Mi fortuna es amarte. En noviembre de 2023, se comprometieron en California, Estados Unidos. El 2 de mayo de 2025 contrajeron matrimonio por civil y se casaron por la iglesia el 3 de mayo en Monterrey, México.

## Filmografía

### Televisión
| Año       | Título                    | Rol                                         | Notas              |
| --------- | ------------------------- | ------------------------------------------- | ------------------ |
| 2006      | Olvidarte jamás           | Romina                                      |                    |
| 2006      | Heridas de amor           | Miranda                                     |                    |
| 2006-2007 | Plaza Sésamo              | Ella misma                                  |                    |
| 2008-2016 | La rosa de Guadalupe      | Varios personajes                           |                    |
| 2011      | La fuerza del destino     | Judith Mondragón (niña)                     |                    |
| 2011      | Ni contigo ni sin ti      |                                             |                    |
| 2012-2014 | La CQ                     | María Juana "Jenny" Pinto del Rostro Blanco |                    |
| 2012-2016 | Como dice el dicho        | Varios personajes                           |                    |
| 2016      | Sueño de amor             | Salma Kuri Fierro                           |                    |
| 2017-2018 | Papá a toda madre         | Lilí Turrubiates Bullegoyri                 |                    |
| 2018      | La jefa del campeón       | Valeria Linares Padilla                     |                    |
| 2020      | Una familia de diez       | Jessica                                     |                    |
| 2020-2021 | 100 días para enamorarnos | Lucía Sandoval Blanco                       |                    |
| 2021-2022 | Mi fortuna es amarte      | Andrea Cantú Robles                         |                    |
| 2022      | Vencer la ausencia        | Georgina «Gina» Miranda Chávez              | Principal          |
| 2023      | Perdona nuestros pecados  | Aurora Montero                              |                    |
| 2025      | La CQ: nuevo ingreso      | María Juana "Jenny" Pinto del Rostro Blanco | Aparición especial |
| 2025      | Monteverde                | Lucía Cohen                                 |                    |

### Cine
| Año  | Película        | Personaje |
| ---- | --------------- | --------- |
| 2012 | Cristiada       | Sandra    |
| 2007 | Niña que espera | Angelica  |
| 2007 | La santa muerte | Betsabé   |

## Premios y nominaciones
| Año  | Premiación                | Categoría                  | Trabajo por nominación | Resultado |
| ---- | ------------------------- | -------------------------- | ---------------------- | --------- |
| 2013 | Kids Choice Awards México | Actriz de reparto favorita | La CQ                  | Ganadora  |
| 2018 | Premios TVyNovelas        | Mejor actriz juvenil       | Papá a toda madre      | Nominada  |